# 特維爾起義
特維爾起義，發生在1327年，是特維爾大公国境內的人民反對金帳汗國的動亂，但被金帳汗國、莫斯科公國和蘇茲達爾公國共同鎮壓。事後特維爾大公国被嚴重削弱。

## 背景
在1326年秋天，特維爾王子亞歷山大從烏茲別克汗手中得到弗拉迪米爾大公的頭銜。大約一年後烏茲別克汗的表兄弟Shevkal來到特維爾，他在王子的宮殿入駐，趕走了亞歷山大及迫害-強姦，搶劫，毆打和羞辱東正教徒和使特維爾大公国人民皈依伊斯蘭教。此事發生在聖母升天節，特維爾大公国人民極不滿，但亞歷山大敦促他們容忍。

## 事件
然而，1327年8月15日的爆發了叛亂。原因是烏茲別克汗的表兄弟Shevkal嘗試搶走某位執事的馬匹，俄羅斯人殺死了所有的韃靼人。有些編年史說動盪始作俑者是亞歷山大，但現代歷史學家認為，亞歷山大不太可能發動叛亂，因為這幾乎是一種自殺行為，但它並沒有採取措施平息叛亂。
莫斯科大公伊凡一世因長期為弗拉迪米爾大公頭銜與特維爾競爭，他為維護自身的霸主地位，他選擇站在金帳汗國這一方。烏茲別克汗承諾借兵50000人給他並授予他大公頭銜。
特維爾王子亞歷山大本人逃到諾夫哥羅德，然後逃到普斯科夫，但他被大主教Alexander Feognost開除教籍，在1329年他又逃往立陶宛。

## 事後
起義削弱了特維爾公國的國力，莫斯科大公國因而成為東北羅斯頭號強國。莫斯科大公國借助金帳汗國的權威迅速發展，特維爾公國對它來說不再是一個威脅。